# Harstads kommun
Harstads kommun (norska: Harstad kommune, nordsamiska: Hársttáid suohkan) är en kommun i Troms fylke i Nordnorge, belägen cirka 250 kilometer norr om polcirkeln. Den omfattar bland annat den nordöstra delen av Norges största ö, Hinnøya. Staden Harstad utgör kommunens centralort. Den 1 januari 2017 fanns det 24 845 invånare i  kommunen.
Harstads kommun hör till Troms polisområde, Trondenes tingsrätt och Hålogalands hovrätt. Harstad har gymnasieskolor och folkhögskola. UNN Harstad (Universitetssykehuset Nord-Norge) är lokalsjukhuset i området. Kommunen är med i regionrådet Hålogalandsrådet tillsammans med Evenes, Gratangens, Ibestads, Kvæfjords, Lavangens, Narviks och Tjeldsunds kommuner.

## Historia
I området finns spår av bosättningar ända tillbaka till stenåldern. Ända sedan vikingatiden har det permanent bott folk i området. Det var dock först omkring 1870, i samband med gott fiske, som området började få ett större antal invånare. Så blev det ångbåtsexpedition och årliga handelsmarknader. Sedan 1899 har Harstad spelat en viktig roll i försvarets verksamhet, och detta har haft stor betydelse för tillväxten i området.
Harstad har många forntidsminnen. Trondenes kyrka, från 1200-talet, är världens nordligaste stenkyrka från medelåldern. Det finns en bygdeborg, "Slottet", troligen från järnåldern, hällristningar, Trondarnes distriktsmuseum med mera.
Etablering av skeppsvarv och ett bra jordbruksdistrikt medförde ökat invånarantal. Sedan 1965 har Harstad arrangerat "Festspillene i Nord-Norge". Dagens befolkning är koncentrerad runt staden, med samma namn som kommunen, för övrigt kommunens enda stad, och också den enda tätorten i kommunen. Harstad stad sträcker sig från Trondenes kyrka i norr till Kilbotn lite längre söderut längs Tjeldsundet. Antalet invånare har stigit jämnt under hela efterkrigstiden.

### Administrativ historik
Harstad blev stad 1904 och 1964 bildades nuvarande Harstads kommun genom sammanslagning med Trondenes och Sandtorgs kommuner. 2013 införlivades även Bjarkøy kommun med kommunen.

Bjarkøy kommunvapen från 1986.

## Natur
Landskapet är kuperat och innehåller såväl uppodlade områden, som branta bergväggar. Bergen är oftast runt 500-600 meter, men det finns också höga fjälltoppar. Den högsta toppen är Sætertinden, 1095 m ö.h.

## Näringsliv
Den klart viktigaste näringen, när det gäller sysselsättning, är offentlig administration och tjänster, inklusive försvaret. Harstad är också huvudkontor för Nord-Norges Salgslag, (mejeri och köttindustri). Man har en del industri, med bland annat en av landets största torrdockor. Harstad har också blivit en viktig bas för oljeverksamheten. Vidare är det en del fiske och jordbruk i kommunen.

## Kommunikationer
Hurtigruten anlöper Harstad. Här finns också andra båtförbindelser till Vesterålen och södra delen av Troms fylke, samt förbindelse med snabbfärja (norska: hurtigbåt) med staden Tromsø. Riksväg 83 har förbindelse med Europaväg 10 vid Tjeldsundsbron. Harstad-Narviks flygplats, ligger 46 kilometer från Harstads centrum.

## Tätorter
I Harstads kommun finns en tätort:
- Harstad (centralort)

Orten Kasfjord har tidigare räknats som en tätort men uppfyller inte längre kriterierna, medan orten Kilbotn numera räknas som en del av tätorten Harstad.

## Socknar
Inom Norska kyrkan är Harstads kommun indelad i fem socknar:
- Harstads socken
- Kanebogens socken
- Sandtorgs socken
- Trondenes socken
- Vågsfjords socken

Socknarna ingår i Trondenes prosteri i Nord-Hålogalands stift.

## Sevärdheter
- Harstads kyrka, en ganska modern kyrka från 1958 med speciell arkitektur och fina glasmålningar. Utanför kyrkan finns en staty av Hans Egede, Grönlands apostel, en av stadens mest kända invånare.
- Trondenes kyrka och Trondenes historiska centrum. Kyrkan är från cirka 1250 och här finns en del spår av tidiga bosättningar.
- Adolfkanonen. På höjden ovanför kyrkan i Trondenes finns ett av tyskarna byggt kustfort med kanonen med kalibern 42 cm (på sin tid en av världens största). Inne i bunkern finns en liten utställning.
- Kulturhuset, vid hamnen. Detta relativt moderna kulturhus från 1992 är centrum för aktiviteterna omkring "Festspelen".

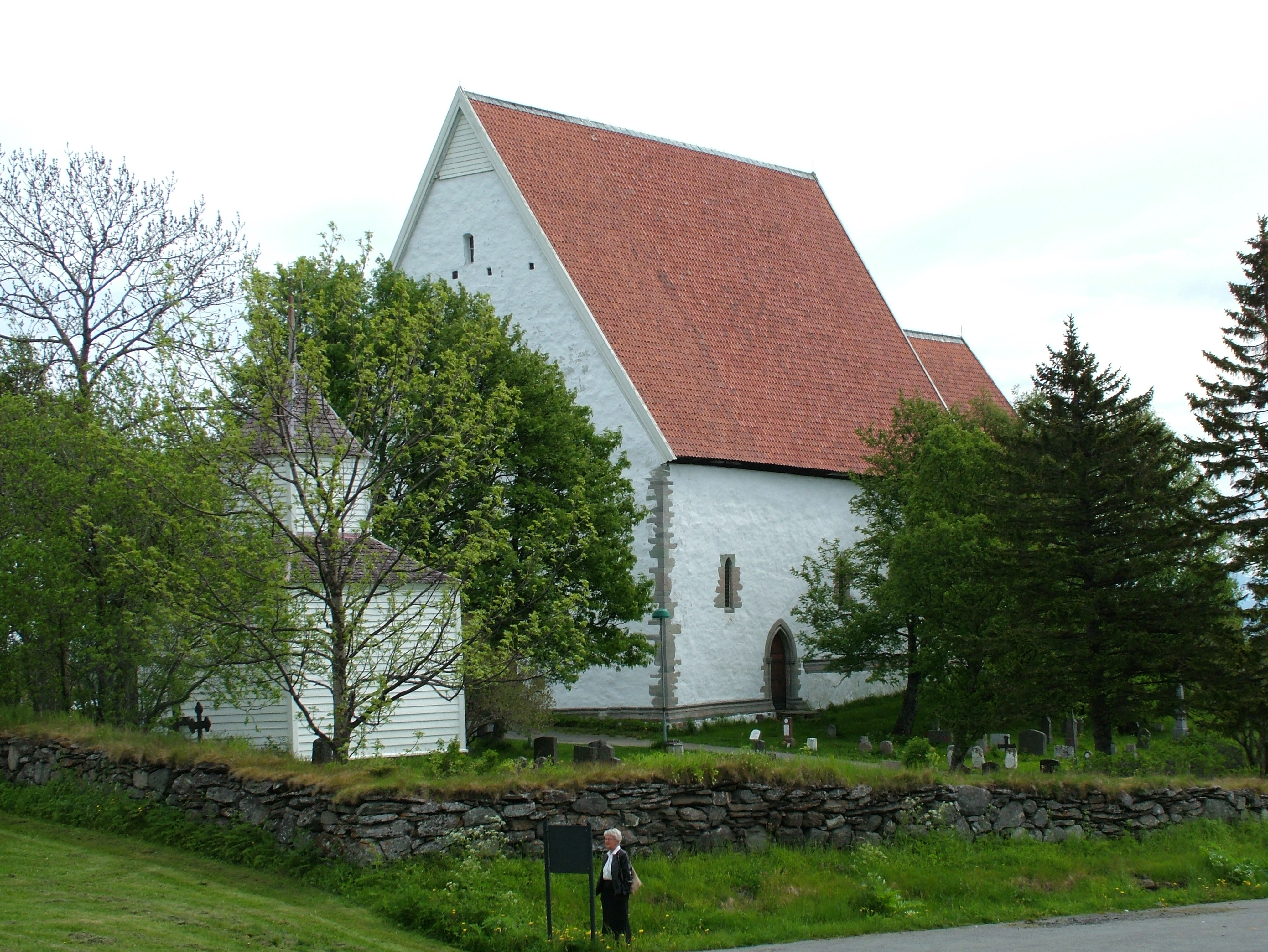
Trondenes kyrka.

## Vänorter
Harstads vänorter är:
- Helsingørs kommun, Danmark
- Kirovsk, Ryssland
- Umeå kommun, Sverige
- Vasa, Finland

Källa: